# 츠루노 타케시
츠루노 타케시(일본어: つるの 剛士, 1975년 5월 26일 ~ )는 일본의 배우이다.

## 출연작
- 울트라맨 다이나 (1997년 9월 ~ 1998년 8월, TV 아사히) - 아스카신 역